# Джек Ліссауер
Джек Джонатан Ліссауер (англ. Jack Jonathan Lissauer, нар. 1957) — американський астроном, співробітник НАСА, співвідкривач двох супутників Урана (Купідон і Меб) й одного супутника Нептуна (Гіпокамп).

## Біографія
У 1982 році Ліссауер здобув ступінь доктора філософії з математики в Каліфорнійському університеті Берклі. Був асистентом-дослідником з астрономії в Каліфорнійському університеті в Берклі (січень — липень 1985) і запрошеним дослідником в Каліфорнійському університеті в Санта-Барбарі (липень 1985 — червень 1987). Потім працював в Університеті Стоуні-Брук професором-асистентом (червень 1987 — серпень 1993) і асоційованим професором (вересень 1993 — серпень 1996). З 1996 року працює в Дослідницькому центрі Еймса НАСА.

## Наукові результати
Його основні наукові інтереси — формування планетних систем, планетна динаміка та хаос, системи планетарних кілець та навколозоряні протопланетні диски.
Спільно з Марком Шоволтером він відкрив внутрішні супутники Урана — Купідона і Меб. Разом з Шоволтером, де Патером і Френчем він також відкрив Гіпокамп, невеликий супутник Нептуна.
Ліссауер є членом наукової команди космічного телескопа «Кеплер».

## Відзнаки
- Премія Х. Джуліана Аллена за статтю «Моделі росту Юпітера з урахуванням теплових і гідродинамічних обмежень»[3] (2014).
- Премія Гарольда Юрі від Відділу планетарних наук Американського астрономічного товариства.
- Премія Чемблісса за астрономічну літературу[en] від Американського астрономічного товариства.
- Почесна нагороду НАСА за виняткові наукові досягнення.
- У 2020 році обраний почесним членом (англ. Legacy Fellow) Американського астрономічного товариства[4].